# Електростаљ
Електростаљ (рус. Электросталь) град је у Русији у Московској области. Налази се 58 km источно од Москве. Према попису становништва из 2010. у граду је живело 155.324 становника.
Основан је 1916. године. До 1928. је био знан као Затишје (рус. Затишье). Од 1938. добива статус града.

## Географија
Површина града износи 49,51 km².

## Становништво
Према прелиминарним подацима са пописа, у граду је 2010. живело 155.324 становника, 9.030 (6,17%) више него 2002.
| 1939.  | 1959.  | 1970.   | 1979.   | 1989.   | 2002.   | 2010.   |
| ------ | ------ | ------- | ------- | ------- | ------- | ------- |
| 42.607 | 96.922 | 123.127 | 139.272 | 152.463 | 146.294 | 155.196 |

## Градови побратими
- Перник
- Полоцк